# John Swales
John M. Swales é um linguista estadunidense conhecido principalmente por seus trabalhos sobre gêneros textuais, linguística aplicada e ensino de inglês como língua estrangeira. É professor emérito da Universidade de Michigan.